# Wybrzeże Eightsa
Wybrzeże Eightsa (ang. Eights Coast, hiszp. Costa Eights) – część wybrzeża Ziemi Ellswortha, pomiędzy Wybrzeżem Bryana a Wybrzeżem Walgreena.

## Nazwa
Nazwa upamiętnia Jamesa Eightsa (1798–1882), amerykańskiego geologa, który prowadził badania na Szetlandach Południowych, m.in. odkrywając pierwszą skamieniałość w Antarktyce – był pierwszym amerykańskim uczonym w tej części świata . 

## Geografia
Wybrzeże Eightsa leży na Ziemi Ellswortha pomiędzy Wybrzeżem Bryana  a Wybrzeżem Walgreena . Jego granice wyznaczają: od zachodu Cape Waite na półwyspie King Peninsula, a od wschodu Pfrogner Point na Fletcher Peninsula. 
Do wybrzeża przylega Lodowiec Szelfowy Abbota, który łączy je z dużą Wyspą Thurstona; w obrębie lodowca znajdują się także mniejsze wyspy . 

## Historia
Wybrzeże zostało odkryte przez amerykańskich lotników w latach 1960-1966 . 